# 타린 매닝
테린 매닝(Taryn Manning, 영어 발음: /ˈtɛərən/, 1978년 11월 6일 ~ )은 미국의 배우, 싱어송라이터, 패션 디자이너이다. 전자 팝 듀오 "Boomkat"의 보컬리스트이다.

## 영상 목록

### 영화
- 스페셜스 (2000)
- 크레이지 뷰티풀 (2001)
- 크로스로드 (2002)
- 화이트 올랜더 (2002)
- 8 마일 (2002)
- 콜드 마운틴 (2003)
- 허슬 & 플로우 (2005)
- 13번째 여인 (2005)
- 우리, 사랑일까요? (2005)
- 브리드 (2006)
- 애프터 섹스 (2007)
- 밀그램 프로젝트 (2015)
- #호러(영어판) (2015)
- O.J. 심슨 사건 파일 (2019)
- 와일드 리벤지: 마지막 한 놈까지 (2021)

### 텔레비전
- 더 프랙티스 (1999)
- 파퓰러 (2000)
- 뉴욕경찰 24시 (2001)
- 보스턴 퍼블릭 (2001)
- 펑크드 (2003) - 본인
- CSI: 마이애미 (2005)
- 비바 로플린 (2007)
- 드라이브 (2007)
- 썬즈 오브 아나키 (2008-10)
- 멜로즈 플레이스 (2009)
- 하와이 파이브-0 (2010-19)
- 번 노티스 (2012)
- 도전! 슈퍼모델 (2012) - 본인
- 오렌지 이즈 더 뉴 블랙 (2013-19)

## 음반 목록

### 솔로
- Freedom City (2015)

### Boomkat
- Boomkatalog.One (2003)
- A Million Trillion Stars (2009)